# Steimker Berg

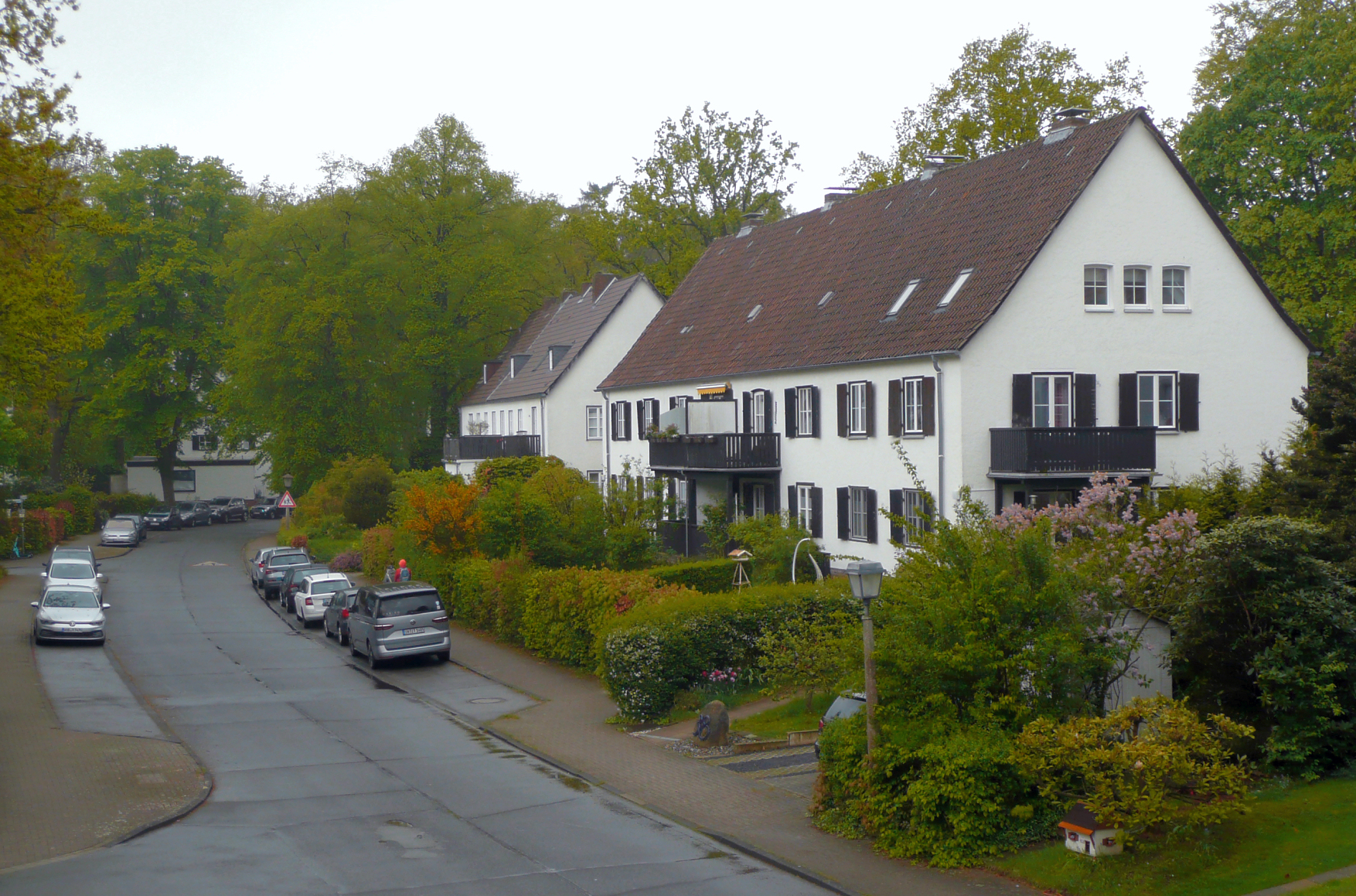
Straßenzug im Stadtteil Steimker Berg

Der Steimker Berg ist der erste nach Gründung der heutigen Stadt Wolfsburg gebaute Stadtteil. Er liegt südöstlich des Stadtzentrums.

## Geschichte
Vor 1938 war das Gebiet des heutigen Stadtteils nicht bebaut und gehörte zur Gemarkung Heßlingen. Bereits ab dem Frühjahr 1938, noch vor der offiziellen Stadtgründung, entstanden am Bullenberg die ersten Baracken mit Büro- und Wohnräumen für Architekten, Landvermesser und Bauingenieure, die für den Bau des Volkswagenwerkes und der anderen Stadtteile benötigt wurden. An der Straße Auf dem Bullenberg (heute Walter-Flex-Weg) befand sich das Stadtbaubüro der Deutschen Arbeitsfront (DAF), auch das Preußische Neumessungsamt (Katasteramt) und das NSKK hatten dort ihre Niederlassungen in der Stadt des KdF-Wagens bei Fallersleben. Auch Teile der Stadtverwaltung hatten dort ihre Büros.
Im Oktober 1938 begann der Bau der Siedlung Steimker Berg. Am 2. November 1938 wurde die Wohnungs- und Siedlungsgesellschaft Neuland gegründet, sie übernahm den Bau des Stadtteils. 1939 bezogen die ersten Mieter ihre Wohnungen, und im März 1940 waren die Bautätigkeiten zunächst abgeschlossen. Vom 3. September 1940 an bestand am Marktplatz ein Postamt. 1940 wurde auch ein Ledigenwohnheim für Männer erbaut (Unter den Eichen 48/50), in der Nachkriegszeit entstand daraus ein Gästehaus des Volkswagenwerkes. Im Mai 1942 wurde das Hotel Steimkerberg eröffnet, es wird heute als Parkhotel Wolfsburg geführt. Den Zweiten Weltkrieg überstand der Stadtteil unbeschadet.

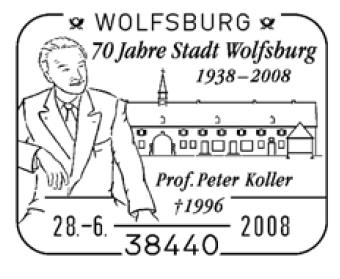
Sonderstempel mit Abbildung von Koller und des zentralen Gebäudes am Steimker Berg

1948 wurde die Volksschule III. (Friedrich-von-Schiller-Schule) gegründet, sie war zunächst in Baracken untergebracht. Im Herbst 1950 diente die Baracke der Volksschule III. vorübergehend als Behelfskrankenhaus, da aufgrund vieler an Scharlach Erkrankter die Kapazität des Stadtkrankenhauses nicht mehr ausreichte.
Um 1950 wurde der Stadtteil nach Osten hin um den Kiefernweg erweitert. 1950 wurden dort fünf Mehrfamilienhäuser für Führungskräfte des Volkswagenwerkes erbaut, 1952 folgte die Villa des VW-Generaldirektors Heinrich Nordhoff. 1952 begann auch der Unterricht im Neubau der Friedrich-von-Schiller-Schule. Im April 1957 übernahm das Christliche Jugenddorfwerk Deutschlands das Jugendwohnheim am Bullenberg. Das seit mindestens 1954 bestehende Heim befand sich zuvor in städtischer Trägerschaft und bot damals 80 Wohnplätze für junge Männer. Ebenfalls 1957 wurde das evangelische Altenheim Emmaus-Heim eröffnet, es wurde später mehrfach erweitert. Zuvor befand sich dort, bis zum Umzug der Ämter in das neu erbaute Rathaus an der Porschestraße, das Hauptverwaltungsgebäude der Stadtverwaltung. Der Ratssitzungssaal der Stadtverwaltung blieb erhalten und wurde als Wichernsaal in das Emmaus-Heim integriert. Von 1966 bis 1968 wurde das Diakonie-Hochhaus mit Seniorenwohnungen errichtet, das im 16. Stock befindliche Café Schau-ins-Land ermöglicht einen guten Ausblick über das Stadtzentrum von Wolfsburg. 1976 bezog das Rote Kreuz seine heutige Niederlassung. 1978 wurde das VW-Gästehaus geschlossen und das Gebäude zu Eigentumswohnungen umgebaut. 1978 wurde auch das Jugendhaus Ost, ein selbstverwaltetes Jugendzentrum, in der Steinbaracke des früheren Preußischen Neumessungsamtes eröffnet. Zuvor hatte das Finanzamt Gifhorn dort viele Jahre seine Wolfsburger Dienststelle. Ab 1979 zog die Verwaltung der Neuland nach Westhagen um, so dass 1985/86 ihr Verwaltungsgebäude (Unter den Eichen 51/53) zu Seniorenwohnungen umgebaut werden konnte. 1994 wurde das Haus der Jugend eröffnet. 1996 wurde die Seniorenwohnanlage Hasselbachtal erbaut. 2006 wurde am Westrand des Stadtteils das Islamische Kulturzentrum Wolfsburg mit der Al-Salam-Moschee eröffnet.
Seit 2017 entsteht im Nordosten des Stadtteils das große Neubaugebiet Steimker Gärten, das auf 220.000 m² Fläche rund 1.800 Wohneinheiten bieten soll. 2018 gab die Stadtverwaltung bekannt, das Neubaugebiet Steimker Gärten als eigenständigen Stadtteil ausweisen zu wollen, was inzwischen auch umgesetzt wurde. Im September 2019 bezogen die ersten Mieter im Neubaugebiet Steimker Gärten ihre Wohnung.

## Beschreibung
Da dieser Stadtteil nach den Vorgaben von Garten- und Landschaftsgestalter Wilhelm Heintz in ein Waldstück hineingebaut wurde, zeichnet sich der Steimker Berg auch heute noch durch einen alten Baumbestand aus. Die Straßen des Stadtteils wurden nach Baumarten benannt und bei der Schaffung von Baulücken wurden jeweils die Bäume stehen gelassen, nach denen die jeweilige Straße benannt wurde. So stehen in der Straße „Unter den Eichen“ auch heute noch überwiegend Eichen – im Birkenweg überwiegend Birken. Am Ende der Straße Kiefernweg steht die Villa Nordhoff, in der der ehemalige VW-Generaldirektor Heinrich Nordhoff lebte.
Die soziale Struktur des Steimker Bergs änderte sich im Laufe der Zeit, sodass in den 1980er Jahren überwiegend ältere Menschen dort wohnten.
Die Häuser wurden nach Plänen der Architekten Peter Koller und Titus Taeschner im Heimatschutzstil gebaut. Ihre schlichte, geradlinige Ausführung blieb aufgrund der Ausweisung des Stadtteils als Denkmalensemble bis heute größtenteils erhalten. Für Änderungen an den Gebäuden existiert eine seit 2005 verbindliche, allerdings umstrittene Bauvorschrift, welche die Gestaltungsfreiheit bei Anbauten und Umbauten einschränkt.
Der Steimker Berg liegt nahe an der Innenstadt. In der Nähe befinden sich das VW-Bad und das Landschaftsschutzgebiet Hasselbachtal.

## Politik
Der Steimker Berg bildet gemeinsam mit den benachbarten Stadtteilen Schillerteich, Stadtmitte, Heßlingen, Rothenfelde, Hellwinkel, Steimker Gärten und Köhlerberg die Ortschaft Stadtmitte. Ortsbürgermeister ist Erich Schubert (SPD).

## Kultur und Sehenswürdigkeiten

### Kunst im Stadtbild
- Edelputzschnitte Parforcejagd, Rehe und Kraniche von Odo Tattenpach in der Friedrich-von-Schiller-Schule[13]

## Wirtschaft und Infrastruktur

### Unternehmen
Die für die Nahversorgung der Bewohner erforderlichen Einzelhandelsgeschäfte wurden überwiegend am Marktplatz angesiedelt. 1939/40 eröffneten ein Bäcker, Friseur, Kaufmann, Schlachter, Schneider und Schuhmacher ihre Betriebe. Heute befinden sich nur noch wenige Geschäfte des täglichen Bedarfs im Stadtteil.

### Bildung
Mit der im Januar 2018 in Betrieb genommenen CJD-Kita Die Wilden Wölfe bekam der Stadtteil die erste Kindertagesstätte.
Einzige Schule des Stadtteils ist die Friedrich-von-Schiller-Schule, sie geht auf die 1948 in Baracken gegründete Volksschule III. zurück. Im Stadtteil Steimker Berg besteht die Grundschule mit Förderschule für Schülerinnen und Schüler mit sonderpädagogischem Unterstützungsbedarf im Bereich körperliche und motorische Entwicklung, im Stadtteil Vorsfelde unterhält die Friedrich-von-Schiller-Schule eine Förderschule für die Klassen 5 bis 9.